# David Banning
David Banning is een personage uit de soapserie Days of Our Lives. De rol werd door verschillende acteurs gespeeld; Richard Guthrie speelde de rol het langst.

## Personagebeschrijving
David is de biologische zoon van Julie Olson en David Martin, maar werd afgestaan voor adoptie toen hij geboren werd in 1967. David Martin had een affaire met Julie terwijl hij getrouwd was met Susan Hunter. Susan vermoordde David en op aanraden van Tom Horton stond Julie haar zoon, die ze David noemde, af.
David werd door Scott en Janet Banning geadopteerd, ze noemden hem Bradley Banning. Scott en Janet gingen in Salem wonen. In 1969 overleed Janet aan een hersentumor. Julie kwam erachter dat Brad eigenlijk haar kleine David was en wilde het hoederecht. Julie en Scott werden verliefd en trouwden. In 1972 scheidden ze en Julie begon een relatie met Doug Williams. De relatie tussen Julie en Doug liep mis toen ze naar Portofino wilden gaan op reis en Julie David absoluut mee wilde nemen. Doug trouwde met Julies moeder Addie Horton. In 1973 verdween David uit beeld en kwam in 1975 terug en was inmiddels een jongeman geworden. David was verloofd met Brooke Hamilton en keerde terug naar Salem om een deel van de erfenis van Addie op te eisen zodat hij kon trouwen met Brooke.
David had nooit kunnen opschieten met zijn moeder, maar begon nu wel een band met haar op te bouwen. Brooke werd jaloers en begon leugens te vertellen over Julie. Ze zei dat ze haar man Bob Anderson bedrogen had met Doug. Toen Julie later zwanger werd zei ze dat Doug de vader was. David wilde Brooke aanvankelijk niet geloven, maar nadat hij Doug en Julie samen zag nam hij aan dat het waar was en voelde opnieuw haatgevoelens voor zijn moeder. Na een fikse ruzie nam hij de auto van Doug en reed ermee in de rivier. Hoewel zijn lijk niet gevonden werd verklaarde men David dood.
David was echter uit het water geraakt en werd door de familie Grant in huis genomen. Daar ontmoette hij de dochter des huizes, Valerie Grant, en werd verliefd op haar. Nadat de vader van Valerie ontdekte wie David was informeerde hij Julie. David keerde terug naar Salem en Brooke zei dat ze zwanger was van hem. David vroeg haar ten huwelijk, maar ze weigerde omdat hij gevoelens had voor Valerie. Toen aan het licht kwam dat Brooke de zwangerschap geveinsd had verbrak hij de relatie. Met Kerstmis nam David Valerie mee naar zijn familie.
In 1976 verloofden David en Valerie zich, maar David begon te twijfelen of hij zich wel aan één vrouw kon binden en had een onenightstand met Trish Clayton.
In 1977 verbraken ze de verloving en David begon een relatie met Trish. Later dat jaar trouwden ze en Trish beviel van hun zoontje Scotty Banning. In 1978 verdween Trish met Scotty. David huurde een privédetective in en ze vonden Scotty bij Jeri Clayton, de moeder van Trish, in LA. Trish had opnames voor een film. David nam Scotty mee en keerde terug naar Salem.
In 1978 kwam Stephanie Woodruff naar Salem, zij was eigenlijk Brooke Hamilton, die dood gewaand werd, en had plastische chirurgie ondergaan. David sprak een paar keer af met Stephanie, maar toen Trish terugkeerde naar Salem verzoenden ze zich.
In 1980 ging David bij Anderson Manufacturing werken, en werd tegelijkertijd ook door Alex Marshall betaald om Kellam Chandler te bespioneren, die het bedrijf wilde overnemen. Toen Mary Anderson dit ontdekte ontsloeg ze hem en zei dat hij de stad beter kon verlaten. David verliet Trish en verdween samen met Scotty uit Salem.
Nadat Trish in 1981 Scotty had ontvoerd keerde David terug naar Salem. Hij begon te werken voor dokter Stuart Whyland. Kort daarna werd Alex Marshall neergeschoten en David werd in zijn kantoor aangetroffen met het pistool in de hand. Alex lag in coma en kon niet zeggen dat David onschuldig was. David kreeg zeven jaar maar op weg naar de gevangenis kreeg de truck die hem en anderen bracht een accident en David kon ontsnappen. Hij verborg zich in de kelder van een radiostation en werd ontdekt door Renée DuMonde, die hem hielp zich te verstoppen.
Nadat hij Trish en Scotty bezocht had werd hij neergeschoten. Hij geraakte in de Twilight bar en zag daar Nick Corelli, die de kogel verwijderde. Valerie verzorgde de wonde van David. Nick hield David vast en vroeg aan Julie losgeld. Hij droeg aan Valerie op om het geld te halen, maar ze weigerde en sloeg hem buiten westen. Ze haalde het geld op en gaf dit aan David zodat hij kon vluchten.
David werd het vluchten beu en gaf zichzelf aan, intussen was Alex ontwaakt uit zijn coma en sprak David vrij.
Later werd Renée aangevallen door de wurger van Salem en David werd opnieuw beschuldigd. Renée sprak hem later vrij.
In 1982 begon David met Kayla Brady af te spreken, maar liet haar vallen toen Renée in hem geïnteresseerd werd. In november 1982 trouwde hij met haar. Renée was eigenlijk met David getrouwd om haar grote liefde Tony DiMera te vergeten nadat ze ontdekte dat ze de dochter was van Stefano DiMera en dus de halfzus van Tony. Daphne DiMera bekende aan Tony dat hij niet de zoon was van Stefano en Tony vertelde dit aan Renée, die er echter voor koos om bij David te blijven.
In 1983 werd Renée zwanger, maar kreeg een miskraam nadat ze van een paard gevallen was. Nadat Stefano stierf een beroerte stond in zijn testament dat Renée een jaar samen met haar broer onder één dak moest leven en dat Renée met David getrouwd moest blijven. Het eerste koppel dat een kind zou krijgen kreeg nog eens vijf miljoen dollar extra. Renée en David gingen akkoord en trokken in bij Tony en zijn vrouw Anna Fredericks.
Renée was erg jaloers op Anna en wilde haar vermoorden door een bom te laten afgaan op een jacht. Tony en Anna kwamen bijna om het leven, maar David had hen kunnen redden. Hij had echter genoeg van Renée en scheidde van haar. Nadat Renée vermoord werd was David een van de eerste verdachten. Toen hij vrijgesproken was van de moord besloot hij om Salem voorgoed te verlaten.
In 2016 wordt hij kort vermeld in een gesprek tussen Julie en David's ex, Valerie. Hieruit blijkt dat David en Julie nog steeds regelmatig contact hebben maar dat hij al lang niet meer in Salem is geweest.
In 2017 krijgt Julie telefoon van haar kleinzoon Scotty met het nieuws dat David is omgekomen in een motorongeluk. Op zijn begrafenis verschijnt een jonge man genaamd Eli Grant, de zoon van Valerie. Eli onthuld tegenover zijn moeder dat hij ontdekt heeft dat David zijn echte vader is.